# Euptychium dumosum
Euptychium dumosum är en bladmossart som beskrevs av Brotherus 1906. Euptychium dumosum ingår i släktet Euptychium och familjen Pterobryaceae. Inga underarter finns listade i Catalogue of Life.